# マタンサス
マタンサス（Matanzas）は、キューバの北岸に位置する都市で、マタンサス州の州都である。ルンバ発祥の地として知られている。ハバナの東約90kmの場所に位置しており、人口は約14万人である。

## 概要
マタンサス市は1693年10月12日に都市の建設が開始された。
19世紀に砂糖生産の中心として栄え、文化や文学が発展したためにキューバのアテネ（La Atenas de Cuba）の名称で呼ばれていた。また、都市を流れる3つの川に17もの橋が架かっている事からキューバのベネチアとも呼ばれている。

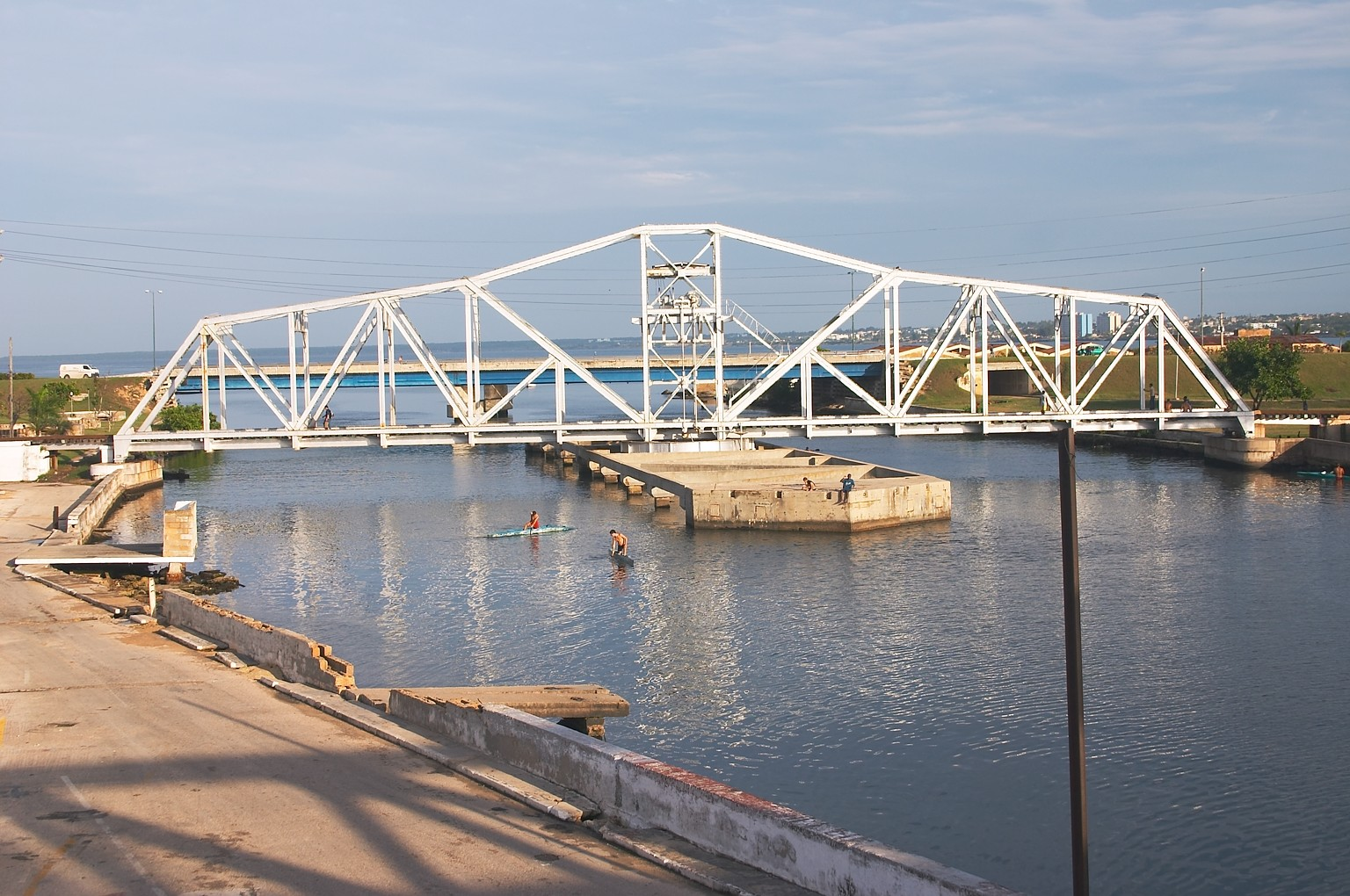
市内の橋

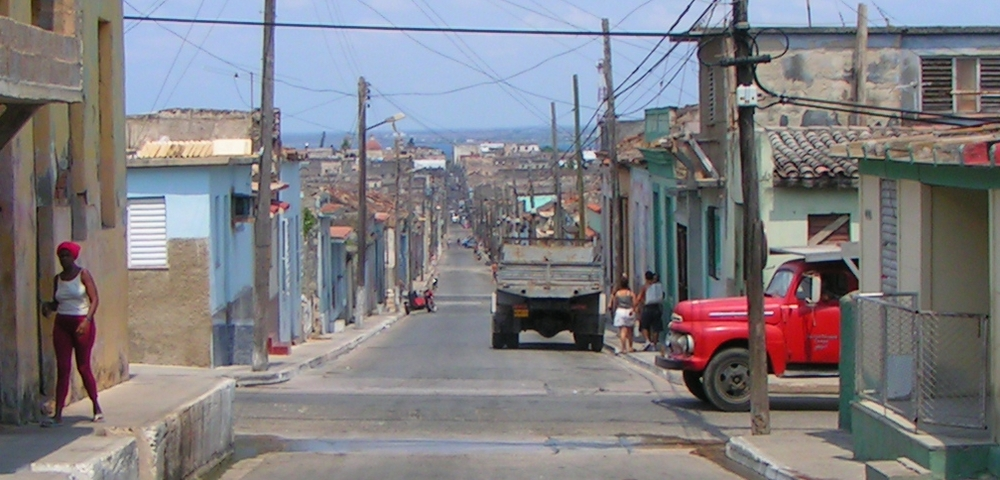
市内の道路

## 主な出身者
- ペレス・プラード - 楽団を結成してマンボを世界的に広める
- レオ・カルデナス - メジャーリーグベースボールのオールスターゲームに5回選出
- ヘクター・ロンバード - Bellator FCミドル級王者
- ロベルト・バルボン - 日本プロ野球の盗塁王、のちコーチ、解説者、オリックス・バファローズ野球教室名誉顧問。
- ミチェル・アブレイユ - 日本プロ野球の本塁打王